# Corfu (New York)
Corfu è un villaggio degli Stati Uniti d'America, situato nello stato di New York, nella contea di Genesee.